# 法蘭提塞克·帕拉茲基
法蘭提塞克·帕拉茲基（捷克語：František Palacký，1798年6月17日—1876年5月26日）是捷克歷史學者、政治家。著有《波希米亞史》等。

## 生涯
法蘭提塞克·帕拉茲基生於哈布斯堡君主國摩拉維亞霍德斯拉夫，為今捷克共和国摩拉維亞-西里西亞州。其祖先為摩拉维亚弟兄会的成員，在宗教迫害期間仍存有新教信仰，而後他們信奉奥格斯堡信条，因他們認為這最符合自身信仰。
帕拉茨基的父親是一名校長，1812年時將他送至匈牙利王国布拉迪斯拉发的福音路德宗学院。帕拉茨基在學院中認識語言學家帕維爾·約瑟夫·沙法里克，並向他學習斯拉夫语等語言。

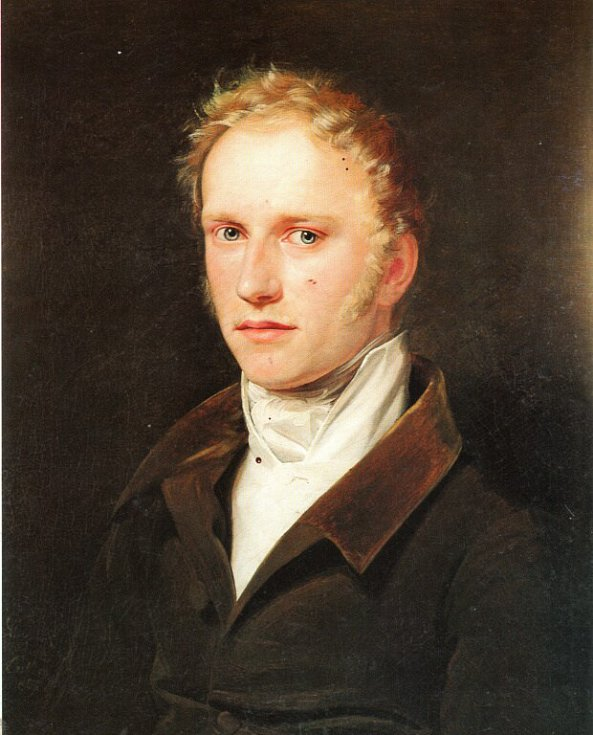
帕拉茨基于维也纳，弗蘭帝謝克·特卡德利克繪於1821年

在受教數年後，帕拉茨基於1823年定居布拉格。他在當地與約瑟夫·多布羅夫斯基結識，多布羅夫斯基與奧地利當局關係良好，因此能夠保護帕拉茨基免於政府對斯拉夫研究者的敵意。多布羅夫斯基將他介紹給史坦伯格伯爵（Count Sternberg）及其兄弟法蘭西斯伯爵（Francis），兩人都對波希米亞歷史抱有極大興趣。法蘭西斯伯爵是波希米亞博物館協會的主要創辦人，該協會致力收集波希米亞歷史相關文獻，並透過研究民族記錄喚醒民族意識。

### 加入捷克民族運動
1825年，波希米亞博物館新創刊的《捷克博物館期刊》（Časopis Českého musea）激起了公眾對民族運動的關注，帕拉茨基是該刊物的首任主編。該期刊初時以捷克語與德語雙語發行，捷克語版持續出版，最終成為波希米亞最重要的文學刊物。帕拉茨基當時獲得施泰恩貝格伯爵的任命，擔任小規模的檔案管理員。1829年，波希米亞議會試圖授予他「波希米亞史官」的頭銜及少許薪俸，但奧地利維也納政府遲至十年後才同意。

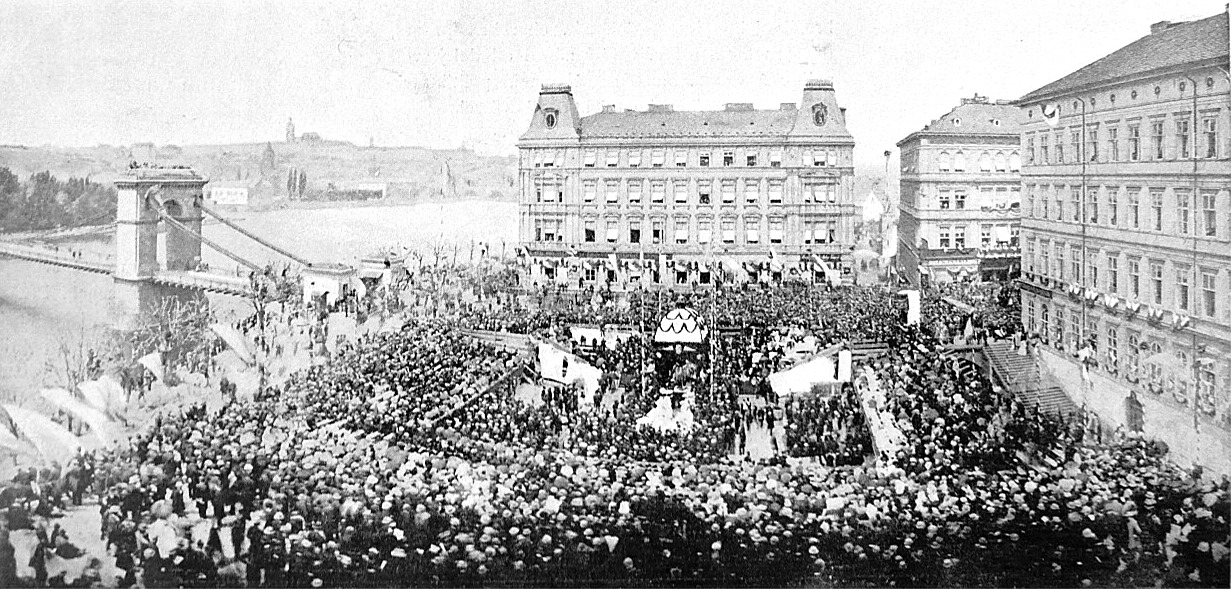
1868年5月16日，布拉格國家劇院奠基儀式

其間，波希米亞議會在維也納終於遲來的同意下，承諾資助帕拉茨基的鉅作《捷克民族在波希米亞與摩拉維亞的歷史》出版。這部作品時序至1526年，即捷克民族失去獨立為止。帕拉茨基曾坦言：「若要繼續書寫1526年之後的歷史，我就得說謊。」該書建立在他對波希米亞地方檔案與歐洲主要城市圖書館的大量研究之上，至今仍是該領域的權威。第一冊於1836年以德文出版，之後譯為捷克語。由於警方審查，出版工作時常受阻，特別是他對胡斯派運動的描述遭到嚴厲批評。
帕拉茨基雖在情感上完全支持捷克民族與新教，卻刻意避免對宗教改革者的作法加以盲目讚美，然而當局仍認為他的言論對天主教信仰構成威脅。他被迫刪去部分內容，甚至不得不接受審查者加入的段落作為自己作品的一部分。1848年警察審查制度廢除後，他出版了新版，至1876年完成，將該書恢復原貌。在早期宗教改革引發的爭議中，帕拉茨基最公允且具影響力的對手是巴倫·赫爾弗特（Baron Helfert），受維也納委託出版《胡斯與耶羅尼謨》（Huss und Hieronymus，1853），以抵銷帕拉茨基作品的影響。另一位對手是德裔歷史學者康斯坦丁·馮·赫夫勒，他在布拉格編輯出版與胡斯運動相關的歷史文獻，立場與帕拉茨基相對。帕拉茨基則以《胡斯主義史與洛夫勒教授》（Geschichte des Hussitenthumes und Professor Löffler，1868）及《關於波希米亞史學》（Zur böhmischen Geschichtschreibung，1871）反擊。

### 政治行动主义

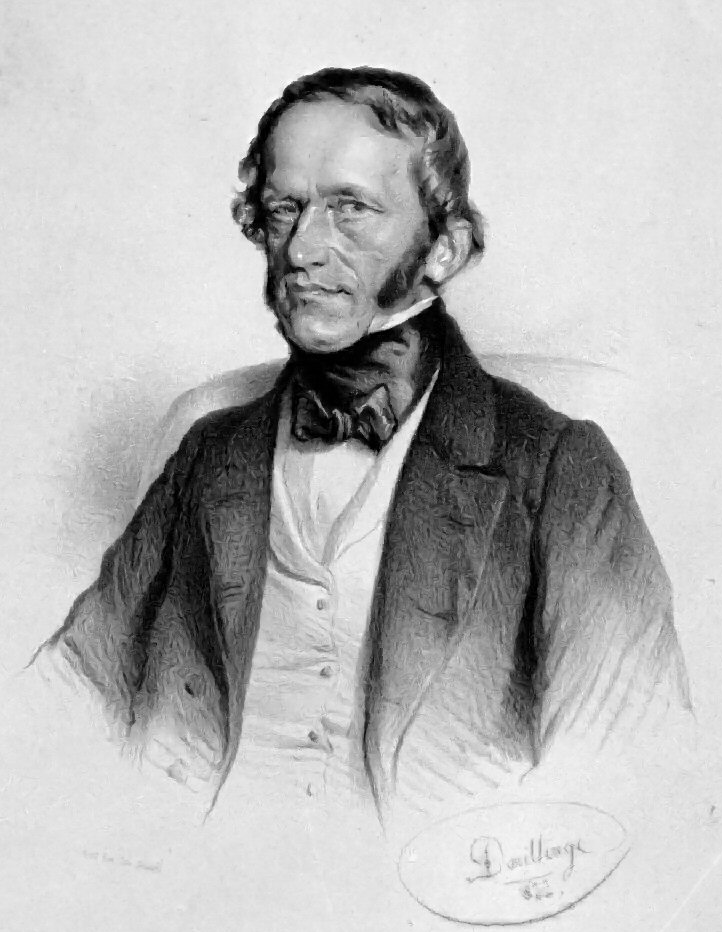
弗朗齐谢克·帕拉茨基（1855年）

1848年奥地利帝国革命將帕拉茨基推上政治舞台。在他著名的《致法蘭克福的書信》中，他拒絕參加在法兰克福召開的德意志議會預備會議（由500名前議員組成），理由是作為捷克人，他無意干涉德國事務。同年6月，他擔任布拉格斯拉夫代表大會主席。稍後，他被派往克罗梅日什出席帝國議會，該會議於1848年10月至1849年3月間召開。此時他主張強大但為聯邦制的奧地利帝國，應由南德與斯拉夫各國組成，並保留各自的權利，此一構想被稱為奧斯特羅斯拉夫主義。這一主張在維也納得到一定程度的重視，帕拉茨基甚至曾獲邀加入皮勒斯多夫內閣。然而，1852年聯邦構想的徹底失敗與保守派的勝利使他退出政壇。
1860與1861年的自由改革後，他被任命為奧地利終身參議員。然而，他的主張在議會中鮮少得到支持，自1861年起，除了一段時間（1871年九月敕令曾令波希米亞自治前景看好），他幾乎未再出席參議院會議。在波希米亞議會中，他成為民族聯邦派（Staročeši，即「老捷克黨」）的公認領袖。他追求建立包含波希米亚、摩拉維亞與西里西亞的捷克王國，為了推動捷克自治，他甚至與保守貴族與極端天主教勢力聯盟。他於1867年赴莫斯科參加泛斯拉夫大會。帕拉茨基於1876年5月26日在布拉格逝世。

## 身後
帕拉茨基被認為是捷克斯洛伐克的3位國父之一，另2位為神聖羅馬皇帝查理四世以及首任捷克斯洛伐克总统托馬斯·馬薩里克。在歷史學部分，其撰寫的波西米亞史至今仍無人能出其右。

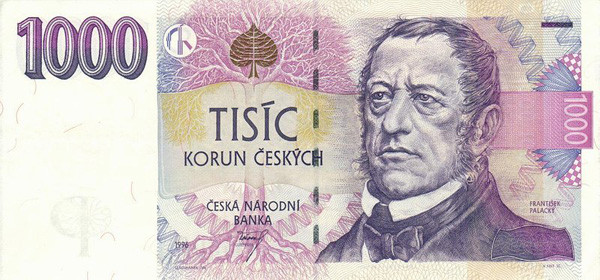
帕拉茨基在1000元捷克克朗上的肖像

## 榮譽
- 二等鐵皇冠勳章，1862年10月27日[4]